# Marcelo Torcuato de Alvear
Pour les articles homonymes, voir Alvear.
Máximo Marcelo Torcuato de Alvear Pacheco, plus connu comme Marcelo T. de Alvear, (né le 4 octobre 1868 à Buenos Aires - décédé à Don Torcuato le 23 mars 1942), est un homme politique argentin, qui fut élu Président de la Nation entre le 12 octobre 1922 et le 12 octobre 1928. Il est le dirigeant de la faction antipersonnaliste du parti de l'Unión Cívica Radical, en opposition avec la figure charismatique d'Hipólito Yrigoyen.

## Biographie
Il nait le 4 octobre 1868 à Buenos Aires. Petit-fils du général Carlos María de Alvear et fils du premier intendant de Buenos Aires, Torcuato de Alvear, Marcelo T. de Alvear appartenait à l'aristocratie de la ville de Buenos Aires et n'essaiera jamais de le dissimuler, fait qui le différencie du caractère populaire de son rival Yrigoyen. Il épouse la cantatrice d'opéra Regina Pacini.
Durant son gouvernement (1922-1928), l'économie argentine atteint la situation la plus prospère de toute son histoire. Après le renversement d'Yrigoyen à la suite du putsch de 1930, il assume le contrôle de son parti et l'opposition infructueuse aux gouvernements de la Décennie infâme, incluant la révolution avortée de 1932, qui fait qu'Alvear est détenu puis exilé en Europe. Il revient et est à nouveau candidat à la présidence aux élections de 1937, mais il est victime de ce qui est alors appelé la fraude patriotique.
Il meurt le 23 mars 1942 à 73 ans. Sa femme est morte à 94 ans en 1965.